# Luan Abazi
Luan Abazi (* 19. Januar 2002 in St. Gallen) ist ein nordmazedonisch-schweizerischer Fussballspieler.

## Karriere

### Verein
Abazi stammt aus der Juniorenabteilung des FC Fortuna St. Gallen und wechselte 2012 in den Nachwuchs des FC St. Gallen. 2020 wurde er in die zweite Mannschaft des FC Wil übernommen. Im November 2020 debütierte er, nach starken Leistungen in der zweiten Mannschaft, in der ersten Mannschaft der Wiler gegen den FC Schaffhausen. Er spielte eine Halbzeit lang. In der Saison 2021/22 überzeugte Abazi wieder in der zweiten Mannschaft. So schoss er in sieben Spielen insgesamt 11 Tore. Ende Juni 2023 wurde sein auslaufender Vertrag um drei Jahre bis Sommer 2026 verlängert. Im August 2023 wurde Abazi an KF Shkupi nach Nordmazedonien ausgeliehen. Der Vertrag lief bis Ende Saison, der FC Wil hatte die Option Abazi in der Winterpause zurück in die Schweiz zu holen. Im Februar 2024 wurde Abazi an die zweite Mannschaft des FC St. Gallen in der dritthöchsten Liga ausgeliehen. Im April 2025 konnte er beim Heimspiel gegen Bellinzona in seinem 22. Meisterschaftsspiel für die Wiler seinen ersten Treffer verbuchen.

### Nationalmannschaft
Abazi besitzt sowohl die nordmazedonische, als auch die schweizerische Staatszugehörigkeit. Er spielte zuerst für die U-16 Nordmazedoniens, absolvierte schliesslich zwei Freundschaftsspiele für die Schweizer U-17. Er spielte allerdings später wieder für die U-18, die U-19 und die U-20 Nordmazedoniens und zuletzt für die U-21-Mannschaft.